# Vévodství svatého Sávy
Vévodství svatého Sávy též Hercegovinské vévodství (srbsky војводство Светог Саве, nebo Hercegovina Svetog Save, latinsky Ducatus Sancti Sabae) byl středověký státní útvar na území dnešního Srbska. Vévodství pojmenované po svatém Sávovi, založil roku 1435 Štěpán Vukčić Kosača. V chorvatském prostředí se používá také označení Hum, Humska zemlja nebo Zahumlje.

## Dějiny
20. ledna 1448 poslal srbský feudální pán Štěpán Vukčić Kosača zprávu římskoněmeckému císaři Fridrichovi III., v níž se podepsal jako „vévoda sv. Sávy, vládce Záchlumí a Přímoří“, a rovněž požadoval, aby tento jeho titul uznal také bosenský král.
15. února 1448 podepsal Štěpán Vukčić smlouvu s aragonským králem Alfonsem V., podle níž se Vévodství svatého Sávy stalo vazalem Aragonu oplátkou za vojenskou pomoc v boji proti Osmanské říši, Benátkám a bosenskému králi.
Když v roce 1466 Štěpán Vukčić zemřel, přešla vláda nad vévodstvím na jeho nejstaršího syna Vladislava Hercegoviče. V roce 1482 však Vladislava porazilo osmanské vojsko vedené jeho mladším bratrem Hersekli Ahmed Paša, který předtím konvertoval k islámu. Země se stala součástí Osmanské říše a byla přejmenováno na Hercegovinu (zemi vévody) a administrativně rozdělena do samostatného Hercegovského sandjaku jako součást Bosenského pašaliku.